# Herb Magidson
Herbert A. Magidson, detto Herb (Braddock, 7 gennaio 1906 – Beverly Hills, 2 gennaio 1986), è stato un paroliere statunitense.

## Biografia
Nato in Pennsylvania, lavorò a partire dal 1929 ad Hollywood, sotto contratto con la Warner Bros. per scrivere musica per i film. La sua prima collaborazione con il mondo hollywoodiano fu probabilmente quella relativa ai testi delle canzoni di Rivista delle nazioni (1929).
Per la canzone The Continental, inclusa nel film Cerco il mio amore (The Gay Divorcee), gli fu conferito, nel 1935, il primo Oscar alla migliore canzone, insieme a Con Conrad, che ne aveva composto la musica.
Suo è anche il testo del brano Gone with the Wind (musica di Allie Wrubel), pubblicato nel 1937 da Horace Heidt e interpretato da molti artisti negli anni seguenti.
Ricevette altre candidature all'Oscar per Say a Pray'r for the Boys Over There (dal film Tua per sempre) nel 1944 e per I'll Buy That Dream (dal film Canta quando torni a casa) nel 1946.
Un altro suo testo è quello del brano Enjoy Yourself (It's Later than You Think) (1949), con musica di Carl Sigman.
Altri film dei quali collaborò a scrivere le canzoni sono No, No, Nanette (1930), Gift of Gab (1934), George White's 1935 Scandals (1935), King Solomon of Broadway (1935), Miss Pacific Fleet (1935), Il paradiso delle fanciulle (1936), Cappelli in aria (1936), I'd Give My Life (1936) e Radio City Revels (1938).
Si spense all'età di 79 anni in California.
Nel 1980 fu incluso nella Songwriters Hall of Fame.